# 桑卡拉马纳卢尔
桑卡拉马纳卢尔（Sankaramanallur），是印度泰米尔纳德邦Coimbatore县的一个城镇。总人口9541（2001年）。

## 人口
该地2001年总人口9541人，其中男性4775人，女性4766人；0—6岁人口1011人，其中男499人，女512人；识字率57.74%，其中男性为68.31%，女性为47.15%。